# Isla Fox (Bahía San Julián)
La isla Fox es una de las islas Malvinas. Se ubica al oeste de la isla Gran Malvina, en la bahía San Julián, cerca de los asentamientos de Punta Primavera y Director Dunnose.